# Bare Rock
Der Bare Rock (englisch für Nackter Fels) ist ein Rifffelsen vor der Ostküste von Signy Island im Archipel der Südlichen Orkneyinseln. Er liegt 160 m nordöstlich des Berntsen Point in der Einfahrt zur Borge Bay.
Kartiert und deskriptiv benannt wurde der Felsen im Jahr 1927 von Teilnehmern der britischen Discovery Investigations.